# Слоун, Линдсей
Ли́ндсей Сло́ун Ле́йкин (англ. Lindsay Sloane Leikin; 8 августа 1977 год, Лонг-Айленд, Нью-Йорк, США) — американская актриса

.

## Биография
Линдсей Слоун Лейкин родилась 8 августа 1977 года в Лонг-Айленде (Нью-Йорк, США).
После переезда в Лос-Анджелес, Линдсей подписала контракт с актёрским агентством, тогда ей было 8 лет.
В 1997—1999 годы Слоун снималась в телесериале «Сабрина — маленькая ведьма», где играла роль Валери Биркхед, которая сделала Слоун популярной.
С 2004 года замужем за Даром Роллинзом. У супругов есть две дочери — Максуэлл Лу Роллинз (род. 19.01.2012) и Пиппа Джин Роллинз (род. 19.05.2017).

## Интересные факты
- Линдсей Слоун дружит с Мелиссой Джоан Харт и Сарой Мишель Геллар.